# Hafid Derradji
 (octobre 2014).
Si vous disposez d'ouvrages ou d'articles de référence ou si vous connaissez des sites web de qualité traitant du thème abordé ici, merci de compléter l'article en donnant les références utiles à sa vérifiabilité et en les liant à la section « Notes et références ».
Hafid Derradji, né le 10 octobre 1964 à El Harrach, est un commentateur sportif algérien de la chaîne qatarie beIN Sports en arabe.

## Biographie
Titulaire d'un baccalauréat en 1984 filière littéraire, il a ensuite étudié à l'Institut de l'information et de la communication et a obtenu son diplôme en 1988.
Il a commencé sa carrière de journaliste à la télévision algérienne en 1989 et a été pendant 19 ans successivement, commentateur sportif, présentateur puis producteur. Il a animé pendant cette période plusieurs émissions dont La Soirée des rêves et le Téléthon. Il obtint de nombreux prix et distinctions en Algérie et à l'étranger, y compris le Prix du Comité international olympique pour les sports et les médias en 2004 et le prix du meilleur commentateur sportif  en 2001 de la part du journal marocain Ahdath. Il a commenté plus de 600 matchs de football à la télévision algérienne. Nommé rédacteur en chef de la section des sports de l'ENTV entre 1997 à 2002, puis directeur de l'information de 2002 à 2003, directeur général adjoint chargé des sports entre 2003 et 2006 et Directeur général adjoint de 2006 à 2008 année à laquelle il rejoint Al Jazeera Sports.